# Blanchette Fernandez Diaz
Blanchette Fernandez Diaz (Salonicco, 5 luglio 1931 – Meina, 15 settembre 1943) è stata una vittima italo-greca dell'Olocausto.

## Biografia
Figlia di Pierre Fernandez Diaz e Liliana Scialom, nacque a Salonicco il 5 luglio 1931. Lei e la famiglia si erano rifugiati in Italia per sfuggire alle persecuzioni ebraiche in Grecia. 
Ospite dell'Hotel Meina, fu arrestata il 15 settembre 1943 e uccisa a 12 anni insieme ai genitori e ai fratelli Jean e Robert nell'eccidio di Meina, uno dei nove episodi di cui si compone l'Olocausto del Lago Maggiore, risultandone una delle più giovani vittime. L'Olocusto del Lago Maggiore è la prima strage di ebrei in Italia e conta al 2020 57 vittime accertate.
A lei e ai suoi due fratelli è stata intitolata la scuola elementare di Meina.